# 拉格朗日 (杜省)
拉格朗日（法語：La Grange，法語發音：[la ɡʁɑ̃ʒ]）是法国杜省的一个市镇，属于蒙贝利亚尔区。

## 地理
拉格朗日（47°16'49"N, 6°39'52"E）面积6.16 平方千米，位于法国勃艮第-弗朗什-孔泰大區杜省，该省份为法国东部内陆省份，北起上索恩省，西接汝拉省，东部及东南部与瑞士接壤，东北部与贝尔福地区省接壤。
与拉格朗日接壤的市镇（或旧市镇、城区）包括：巴尔贝什河畔罗西耶尔、普罗旺谢尔。

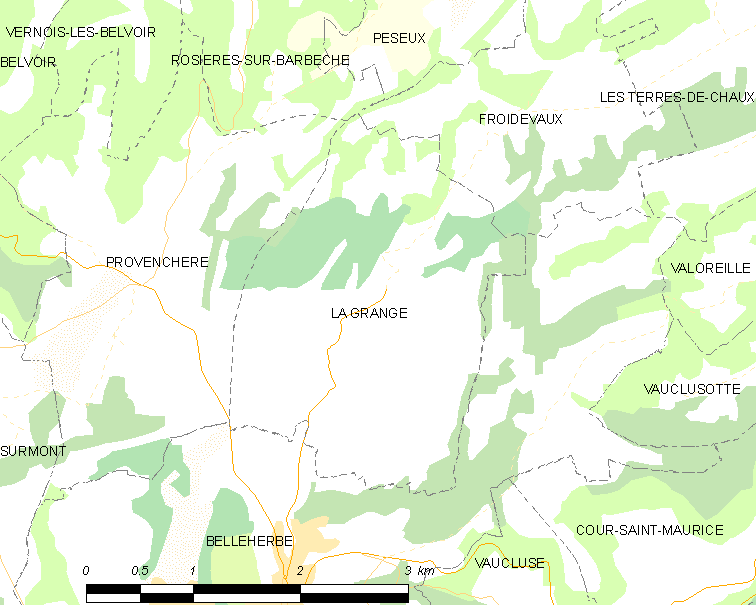
的OSM定位图

拉格朗日的时区为UTC+01:00、UTC+02:00（夏令时）。

## 行政
拉格朗日的邮政编码为25380，INSEE市镇编码为25290。

## 政治
拉格朗日所属的省级选区为瓦尔达翁县。

## 人口

1962-2008年间人口变化图示

拉格朗日于2022年1月1日时的人口数量为97人。